# Parornix petiolella
Parornix petiolella är en fjärilsart som först beskrevs av Frey 1863.  Parornix petiolella ingår i släktet Parornix och familjen styltmalar.
Artens utbredningsområde är:
- Österrike.
- Luxemburg.
- Bulgarien.
- Tjeckien.
- Slovakien.
- Frankrike.
- Tyskland.
- Ungern.
- Italien.
- Kazakstan.
- Polen.
- Rumänien.
- Schweiz.
- Moldavien.
- Ukraina.

Inga underarter finns listade i Catalogue of Life.

## Bildgalleri

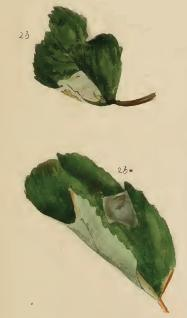
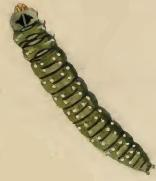